# Jan Kazimierz Wołłowicz
Jan Kazimierz Wołłowicz herbu Bogoria (zm. 1707) – oboźny wielki litewski od 1692, łowczy wielki litewski od 1684, starosta chwejdański.
Był posłem powiatu stardubowskiego województwa smoleńskiego na sejm nadzwyczajny 1672 roku. Poseł na sejm koronacyjny 1676 roku.